# Aristide Maillol
Aristide Maillol (ur. 8 grudnia 1861 w Banyuls-sur-Mer, zm. 27 września 1944 w Perpignan) – francuski malarz i projektant tkanin, a w późniejszym okresie także rzeźbiarz, tworzący w stylu secesji, nabizmu, a także w stylu klasycznym. 
Studiował na École nationale supérieure des beaux-arts w Paryżu.

## Życiorys
W swej rzeźbiarskiej działalności Maillol odrzucał dziewiętnastowieczne tendencje do tworzenia literackich, psychologicznych czy rodzajowych dzieł, skupiał się na tektonice, syntetyczności figur, którymi są zazwyczaj pojedyncze postacie, sprawiające wrażenie monumentalności, elegancji i prostoty.